# Пробійна
Пробі́йна — річка в Українських Карпатах, у межах Верховинського району Івано-Франківської області. Ліва притока Білого Черемошу (басейн Прута). 

## Опис
Довжина 18 км, площа водозбірного басейну 139 км². Похил річки 41 м/км. Річка типово гірська, зі швидкою течією і кам'янистим дном. Долина вузька, V-подібна, переважно заліснена. Річище слабозвивисте. 

## Розташування
Пробійна бере початок на південний захід від села Пробійнівка, на схилах північно-західної частини хребта Пнів'є, що в масиві Гринявські гори. Тече спершу на північний схід, у межах села Пробійнівки — на схід і (частково) південний схід, від гирла притоки Грамітний — на північний схід. Впадає до Білого Черемошу між селами Гринява і Яблуниця. 
Над річкою розташовані села: Пробійнівка і Гринява. 